# L'amore è un pericolo
L'amore è un pericolo è il quarto album della cantautrice Grazia Di Michele, uscito nel 1988. La produzione è di Lucio Fabbri.
È stato lanciato dalla hit Solo i pazzi sanno amare e vede la collaborazione di Eugenio Finardi, Vittorio Cosma, Walter Calloni, Gabriele Cicognani, Maurizio Nazzaro, Paolo Panigada.

## Tracce
1. L'amore è un pericolo
2. Il segreto
3. Angeli
4. Non sei l'amore
5. Le donne e la vita
6. Ombrelli sui boulevard
7. Crudele delitto
8. Solo i pazzi sanno amare
9. Giochi perduti
10. Sentimenti
11. L'amore è un pericolo (II)

## Formazione
- Grazia Di Michele - voce, chitarra, tastiera
- Lucio Fabbri - pianoforte, tastiera, chitarra, basso, percussioni, viola, violino, violoncello
- Davide Garampelli - programmazione
- Candelo Cabezas - percussioni
- Maurizio Guarini - tastiera
- Riccardo Giagni - chitarra
- Cinzia Cavalieri - programmazione
- Paolo Costa - basso
- Walter Calloni - batteria
- Vittorio Cosma - pianoforte
- Maurizio Camagna - programmazione
- Francesco Saverio Porciello - chitarra
- Gabriele Cicognani - basso
- Mario Arcari - oboe
- Feiez - sax, cori